# Jean-Claude Bouillaud
Jean-Claude Bouillaud (* 7. Juni 1927 in Le Havre; † 20. Juni 2008 in Angers) war ein französischer Schauspieler.

## Leben
Jean-Claude Bouillaud wurde 1927 in Le Havre geboren. Er war Sohn von Charles Bouillaud, einem Schauspieler der 1940er bis 1960er Jahre. Zunächst arbeitete er etwa 15 Jahre lang als Bankangestellter. Nach seiner Karriere beim Amateurtheater wurde er professioneller Schauspieler und spielte mit Philippe Noiret am Théâtre National Populaire unter der Regie von Jean Vilar. Sein schauspielerisches Schaffen für Film und Fernsehen umfasst rund 100 Produktionen.

## Filmografie
- 1969: Mister Freedom
- 1972: Le Bar de la fourche
- 1975: Au-delà de la peur
- 1979: Die Liebe einer Frau (Clair de femme)
- 1979: Laisse-moi rêver
- 1980: Bobo la tête
- 1980: L’Entourloupe
- 1980: Le Cheval d’orgueil
- 1980: Der ungeratene Sohn (Un mauvais fils)
- 1980: La Boum – Die Fete (La Boum)
- 1981: La Provinciale
- 1981: Celles qu’on n’a pas eues
- 1981: Wahl der Waffen (Le Choix des armes)
- 1981: Les hommes préfèrent les grosses
- 1981: Le Professionnel
- 1982: Tête à claques
- 1982: Die Fantome des Hutmachers (Les Fantômes du chapelier)
- 1982: Da graust sich ja der Weihnachtsmann (Le Père Noël est une ordure)
- 1982: Tir groupé
- 1983: La Java des ombres
- 1983: Garçon! Kollege kommt gleich! (Garçon!)
- 1984: Ronde de nuit
- 1984: Le Joli Cœur
- 1984: Pinot simple flic
- 1984: Tir à vue
- 1984: Les Ripoux
- 1984: Le Jumeau
- 1985: Hors-la-loi
- 1985: Hühnchen in Essig (Poulet au vinaigre)
- 1985: La Baston
- 1986: Black Mic-Mac
- 1987: A los cuatro vientos
- 1987: Charlie Dingo
- 1988: Inspektor Lavardin (Les dossiers secrets de l'inspecteur Lavardin)
- 1988: Trois places pour le 26
- 1989: Eskorpion
- 1991: Le Vent de la Toussaint
- 1991: Madame Bovary
- 1992: Ein Herz im Winter (Un cœur en hiver)
- 1993: Justinien Trouvé ou le Bâtard de Dieu
- 1994: Lettre pour L...
- 1995: Les Misérables
- 1997: Das Schneckenrennen (La course de l’escargot)